# Kurt Günther (Entomologe)
Kurt Günther (* 8. März 1930 in Schönebeck (Elbe)) ist ein deutscher Entomologe und Kurator.

## Leben
Kurt K. Günther wurde am 8. März 1930 in Schönebeck (Elbe) als Sohn eines Postangestellten geboren. Von 1936 bis 1940 besuchte er die Grundschule und anschließend das Realgymnasium seiner Heimatstadt, wo er 1948 das Abitur ablegte. Es war sein Biologielehrer, der bekannte Coleopterologe Walter Borchert, der bei gemeinsamen Exkursionen das Interesse für die Entomologie weckte.
Nach der Schulzeit erlernte er zunächst in Altenweddingen den Beruf eines Gärtners. Anschließend studierte er von 1950 bis 1955 an der Humboldt-Universität zu Berlin Biologie. Zu seinen Hochschullehrern gehörten unter anderem Konrad Herter, Günter Tembrock, Erwin Stresemann, Fritz Peus und vor allem Alfred Kaestner. In der Zeit von 1953 bis 1955 war er neben dem Studium als Technischer Assistent im Deutschen Entomologischen Institut der Akademie der Landwirtschaftswissenschaften in Berlin-Friedrichshagen angestellt. Für das Diplom-Examen legte er 1955 die Ergebnisse der experimentellen Arbeit Über die Beeinflussung der Eizahl des Speisebohnenkäfers Acanthoscelides obtectus Say durch Temperatur und Luftfeuchtigkeit während des Imaginalstadiums vor.
Nach dem Hochschulabschluss war er für 3 Jahre als Biologielehrer an Erweiterten Oberschulen in Berlin-Köpenick tätig, bevor er am 10. Januar 1958 als Wissenschaftlicher Assistent die ersehnte Arbeit im Museum für Naturkunde, Bereich Zoologisches Museum, beginnen konnte. 1960 promovierte er mit einer ausgezeichneten Dissertation Funktionell-anatomische Untersuchungen des männlichen Kopulationsapparates der Flöhe (Siphonaptera) unter besonderer Berücksichtigung seiner postembryonalen Entwicklung zum Doktor der Naturwissenschaften.
Infolge des Ausscheidens von Hans Schiemenz aus dem Museum ergab sich für ihn die Möglichkeit, eine seinen speziellen Interessen entsprechende Abteilung zu übernehmen, und 1961 wurde Günther zum Kustos der Orthopteren-Abteilung ernannt. Als Stefan von Kéler 1961 auf Grund der politischen Verhältnisse seine Anstellung bei der Humboldt-Universität aufgeben musste, verwaltete Günther bis Ende 1964 auch die Hemipteren-Abteilung des Museums. Im Laufe seiner 37-jährigen Tätigkeit hat er sich um die Erhaltung, Erschließung, Erweiterung und Ordnung der ihm anvertrauten Sammlungen große Verdienste erworben.

## Veröffentlichungen (Auswahl)
- Tunicata – Manteltiere. In: Urania-Tierreich. Band Fische – Lurche – Kriechtiere. 1.-5. Auflage. Urania-Verlag Leipzig/Jena/Berlin 1967–1981 (Lizenzausgaben in der BRD, Italien und Ungarn).
- Collembola, Protura, Diplura, Thysanura, Ephemeroptera, Odonata, Plecoptera, Embioptera, Notoptera, Saltatoria, Phasmida, Dermaptera, Blattaria, Mantodea, Isoptera, Zoraptera, Psocoptera, Heteroptera, Homoptera, Thysanoptera, Megaloptera, Raphidioptera, Planipennia, Mecoptera, Trichoptera. In: Urania-Tierreich. Band Insekten. (1.-5. Auflage). Urania-Verlag Leipzig/Jena/Berlin 1968–1990 (Lizenzausgaben in der BRD, Italien und Ungarn).
- Staubläuse, Psocoptera. In: Die Tierwelt Deutschlands. 61. Teil, VEB Gustav Fischer Verlag, Jena 1974, 314 S., 437 Abb.
- Die Psocoptera der Mongolischen Volksrepublik. In: Insekten der Mongolei. Band II. Verlag Wissenschaft, Leningrad 1974, S. 34–50, 10 Abb.
- Psocoptera – Staubläuse. In: Exkursionsfauna von Deutschland, Insekten II/1. 4.-8. Auflage. Volk und Wissen Verlag, Berlin 1978–1989.
- Mantoptera, Blattoptera, Isoptera, Dermaptera, Saltatoria, Psocoptera, Phthiraptera, Thysanoptera, Raphidioptera, Megaloptera, Planipennia. In: Insekten Mitteleuropas. 1. Auflage. Neumann Verlag, Leipzig/Radebeul 1986.
- Tunicata – Manteltiere. In: Die große farbige Enzyklopädie Urania-Tierreich. Band Fische – Lurche – Kriechtiere. 1. Auflage. Urania-Verlag, Leipzig/Jena/Berlin 1991.
- Diplura, Protura, Collembola, Archaeognatha, Zygentoma, Ephemeroptera, Odonata, Plecoptera, Embioptera, Notoptera, Dermaptera, Mantoptera, Blattoptera, Isoptera, Plasmatoptera, Orthoptera, Zoraptera, Psocoptera, Thysanoptera, Heteroptera, Homoptera, Megaloptera, Raphidioptera, Neuoptera, Mecoptera und Trichoptera. In: Die große farbige Enzyklopädie Urania-Tierreich. Band Fische – Lurche – Kriechtiere. 1. Auflage. Urania-Verlag, Leipzig/Jena/Berlin 1994.